# دبلوماسية جوسون
دبلوماسية جوسون هي السياسة الخارجية التي طبقتها مملكة جوسون منذ نشأتها في سنة 1392 وحتى سنة 1910، والقرارات الدبلوماسية قائمة على المفهوم الكونفشيوسي الجديد.
اتخذت جوسون في دبلوماسيتها مفهوم ساداي ويعني «خدمة الأعظم» ويختص بالعلاقة بين جوسون والصين. هذه السياسة تختلف مع سياسة غيورن وتعني «علاقة الجار» ويختص بعلاقتها مع اليابان والدول الأخرى. استقبل الملك تايجو مبعوثين من مملكة ريوكيو في سنة 1392 وسنة 1394 وسنة 1397. أرسلت دولة سيام التايلاندية مبعوثين في سنة 1393.